# Luisenstadt

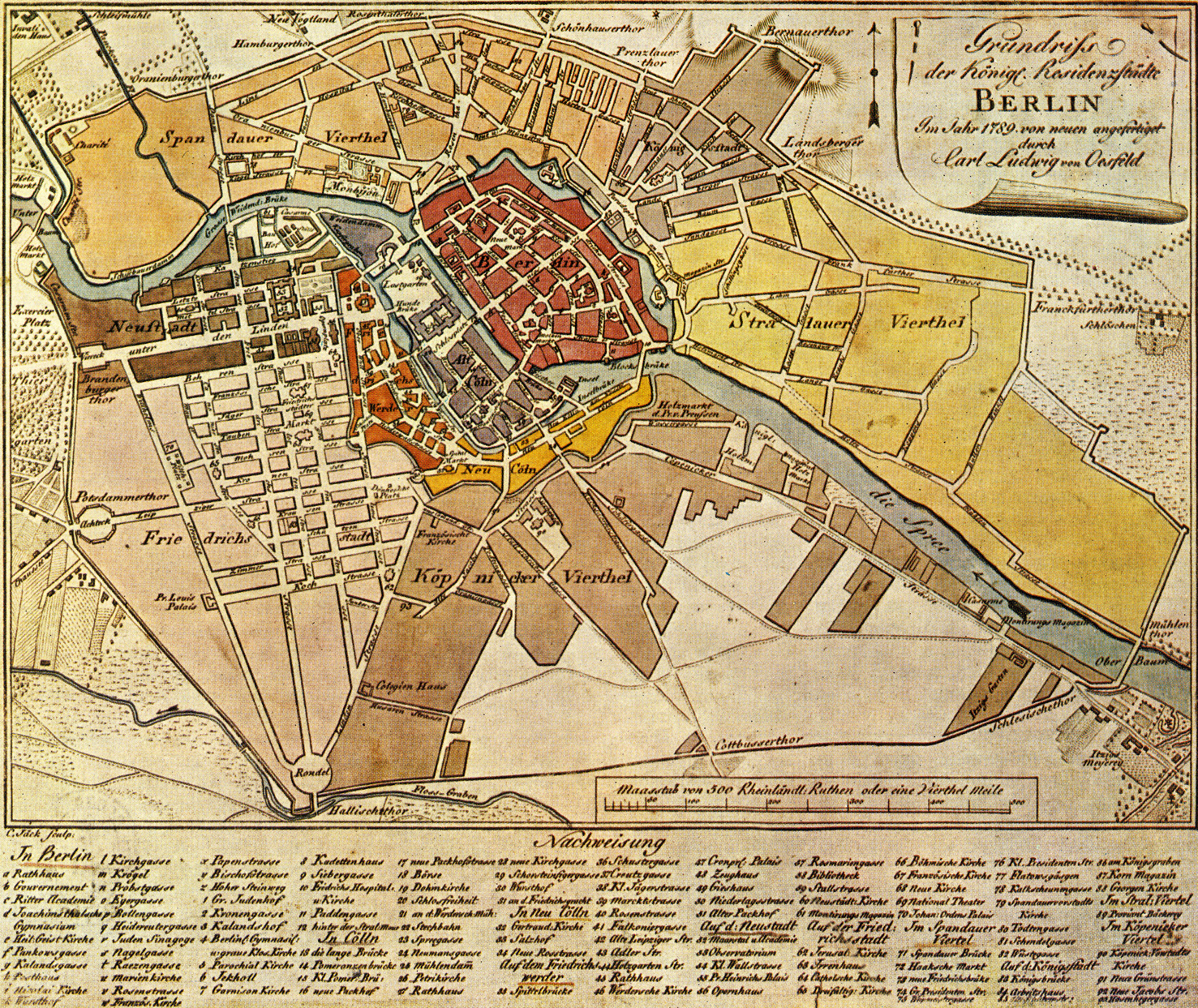
Köpnicker Vierthel 1789 innerhalb der Zollmauer

Luisenstadt „diesseits“ und „jenseits“ des Kanals während der Kaiserzeit

Die Luisenstadt (bis 4. April 1802 Köpenicker Viertel) ist ein historischer Stadtteil Berlins, der heute zum Teil im Berliner Ortsteil Mitte liegt und sich jenseits der Bezirksgrenze in den Ortsteil Kreuzberg erstreckt. Benannt ist er nach der preußischen Königin Luise.

## Geographie

### Lage
Die Luisenstadt wird im Norden vom ehemaligen Verlauf des Berliner Festungsgrabens sowie von der Spree, im Westen von der Lindenstraße und im Süden vom Landwehrkanal begrenzt. Die angrenzenden historischen Stadtteile waren die Friedrichstadt im Westen und Neu-Kölln im Nordwesten. Der kleinere Teil der Luisenstadt gehört heute zum Ortsteil Mitte des gleichnamigen Bezirks, der größere Teil zum Ortsteil Kreuzberg des Bezirks Friedrichshain-Kreuzberg.
Die Luisenstadt ist über die Jannowitzbrücke, die Michaelbrücke, Schillingbrücke und die Oberbaumbrücke mit der Stralauer Vorstadt jenseits der Spree verbunden. Eine weitere Verbindung war die Brommybrücke, die im Zweiten Weltkrieg zerstört wurde, für die es seit dem Fall der Mauer entsprechende Neubauüberlegungen gibt.

### Gliederung
In der Kaiserzeit war die Luisenstadt verwaltungstechnisch in die zwei amtlichen Stadtteile Luisenstadt diesseits des Kanals und Luisenstadt jenseits des Kanals gegliedert, bezogen auf den Luisenstädtischen Kanal. Bei der Bildung von Groß-Berlin im Jahr 1920 fiel die gesamte Luisenstadt jenseits des Kanals sowie der südliche Teil der Luisenstadt diesseits des Kanals an den Bezirk Kreuzberg und der nördliche Teil der Luisenstadt diesseits des Kanals an den Bezirk Mitte. Damit verschwand der Name Luisenstadt aus den offiziellen Karten.

## Geschichte

### Namenserläuterung
Am 4. April des Jahres 1802 wurde das Köpenicker Viertel auf Antrag der Bürger von König Friedrich Wilhelm III. nach seiner Gemahlin Luise in Luisenstadt umbenannt.

### Mittelalter bis 19. Jahrhundert
Das Gebiet der späteren Luisenstadt hieß ursprünglich Myrica und wurde 1261 von der Stadt Kölln erworben. Danach siedelten sich dort erste Bauern an. Als Berlin im 16. Jahrhundert wuchs, entstanden diverse Vorstädte, darunter auch die Cöllnische oder Köpenicker Vorstadt. Ursprünglich außerhalb des damaligen Berlins errichtet, wurde das Gebiet während des Dreißigjährigen Krieges niedergebrannt. Schon 1701 erhielten alle Bewohner der Köpenicker Vorstadt die vollen Berliner Bürgerrechte, auch wenn erst die von 1734 bis 1736 errichtete Zoll- und Akzisemauer das gesamte, nun Köpenicker Viertel genannte Gebiet umfasste. Im 19. Jahrhundert entwarf Peter Joseph Lenné die Pläne nach der Idee von Friedrich Wilhelm IV. für die Umgestaltung der Luisenstadt. 1841 wurde die Luisenstadt um das Gebiet zwischen der Zollmauer und dem Landwehrkanal vergrößert.
Seit der Industriellen Revolution entwickelte sich eine enge Mischung aus Wohnen und Gewerbe, die das typische Bild der Luisenstadt prägte. Der 1852 fertiggestellte Luisenstädtische Kanal spielte eine wichtige Rolle bei der Erschließung und während der Bebauung wesentlicher Teile der Luisenstadt.

### Seit dem 20. Jahrhundert
Von 1961 bis 1990 verlief quer durch das historische Gebiet der Luisenstadt ein Abschnitt der Berliner Mauer, da von 1945 bis 1990 der Bezirk Mitte zu Ost-Berlin und der Bezirk Kreuzberg zum Amerikanischen Sektor von West-Berlin gehörte. Aktuelle Planungen sehen ein Verdichten und Lückenschließen vor, um die im Zweiten Weltkrieg besonders stark zerstörten Teile der Luisenstadt optisch wieder zusammenwachsen zu lassen.

## Bevölkerung
Die Einwohnerzahl stieg von 149.652 im Jahr 1867 bis auf den Höchststand von 306.512 im Jahr 1910. Mit örtlich bis zu 60.000 Einwohnern je Quadratkilometer gehörte die Luisenstadt zu den dichtest besiedelten Teilen von Berlin.

## Politik

### Wappen

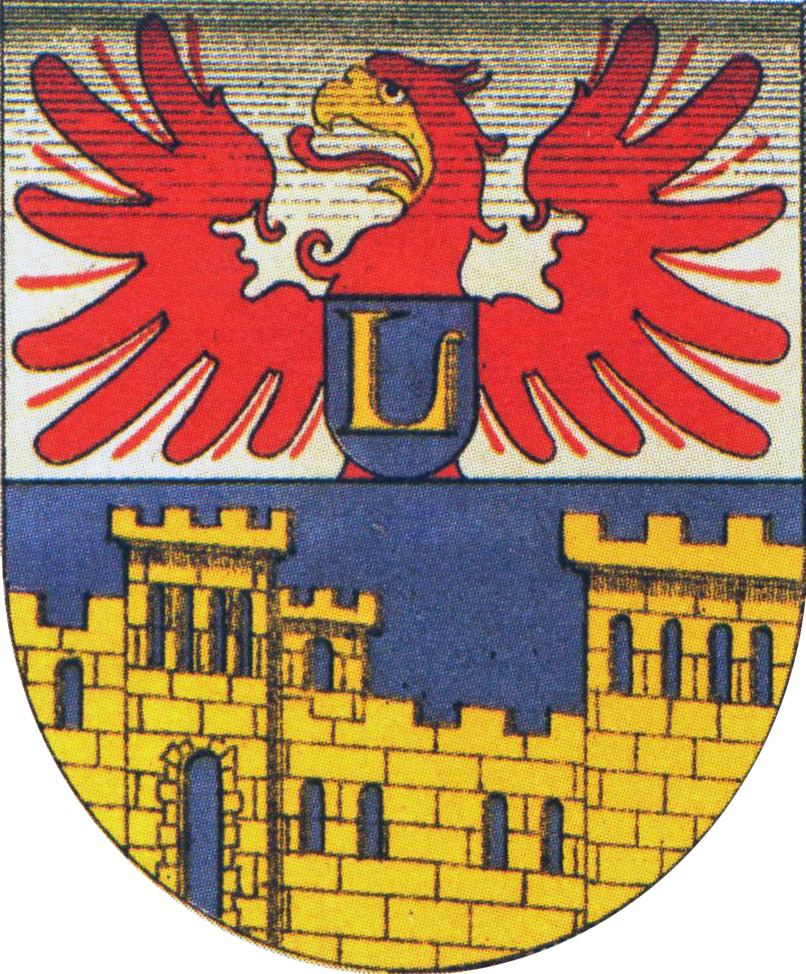
Wappen der Luisenstadt

Das Wappen der Luisenstadt ist waagerecht geteilt. Im oberen Teil sieht man den roten brandenburgischen Adler mit einem blauen Schild auf der Brust. Das goldene „L“ steht für den Namen des Stadtteils. Im unteren Teil sieht man eine Stadtmauer mit offenem Stadttor als Symbol für die Berliner Stadtmauer.

### Botschaften
In der Luisenstadt befinden sich die Botschaft von Nigeria, Neue Jakobstraße 4, und die Botschaft der Volksrepublik China, Brückenstraße 10. Letztere hat ihren Sitz in dem ursprünglich für den Freien Deutschen Gewerkschaftsbund (FDGB) in den 1980er Jahren errichteten Gewerkschaftshaus, in dem sich ein großer Versammlungssaal und öffentliche Restaurants befanden.

### Land Berlin
Die Senatsverwaltung für Mobilität, Verkehr, Klimaschutz und Umwelt hat ihren Sitz im Gebäude Am Köllnischen Park 3, das 1903–1904 nach Entwurf von Alfred Messel als Verwaltungsgebäude für die Landesversicherungsanstalt Berlin erbaut wurde.

## Infrastruktur

### Eisenbahn
In den Jahren 1865–1866 errichtete die Berlin-Görlitzer-Eisenbahn den Görlitzer Bahnhof am heutigen Spreewaldplatz. Die Luisenstadt hatte Bahnanschluss, was der örtlichen Wirtschaft zugutekam. Der Bahnhof war über die Berliner Verbindungsbahn bis 1871 an alle übrigen Fernbahnhöfe der Stadt angeschlossen.

### Öffentlicher Nahverkehr
Im Jahr 1902 wurde die neu gebaute Hochbahnstrecke (heute: Linien U1/U3) von Siemens & Halske eröffnet. Sie führte vom Bahnhof Warschauer Brücke bis zum Bahnhof Knie, heute: Ernst-Reuter-Platz – der letzte Teil als Untergrundbahn. Die Strecke war der Ausgangspunkt für das heute weit verzweigte U-Bahn-Netz Berlins.
Im Jahr 1930 wurde die U-Bahn-Linie D (heute: U8) eröffnet und verbindet die Luisenstadt mit Neukölln, Wedding und Berlin-Reinickendorf. Zur Vorgeschichte dieser U-Bahn-Linie gehörte ein für einen älteren Streckenverlauf errichteter U-Bahnhof unter der Dresdener Straße, der nie als solcher genutzt wurde und im Jahr 2015 aus statischen Gründen verfüllt wurde.

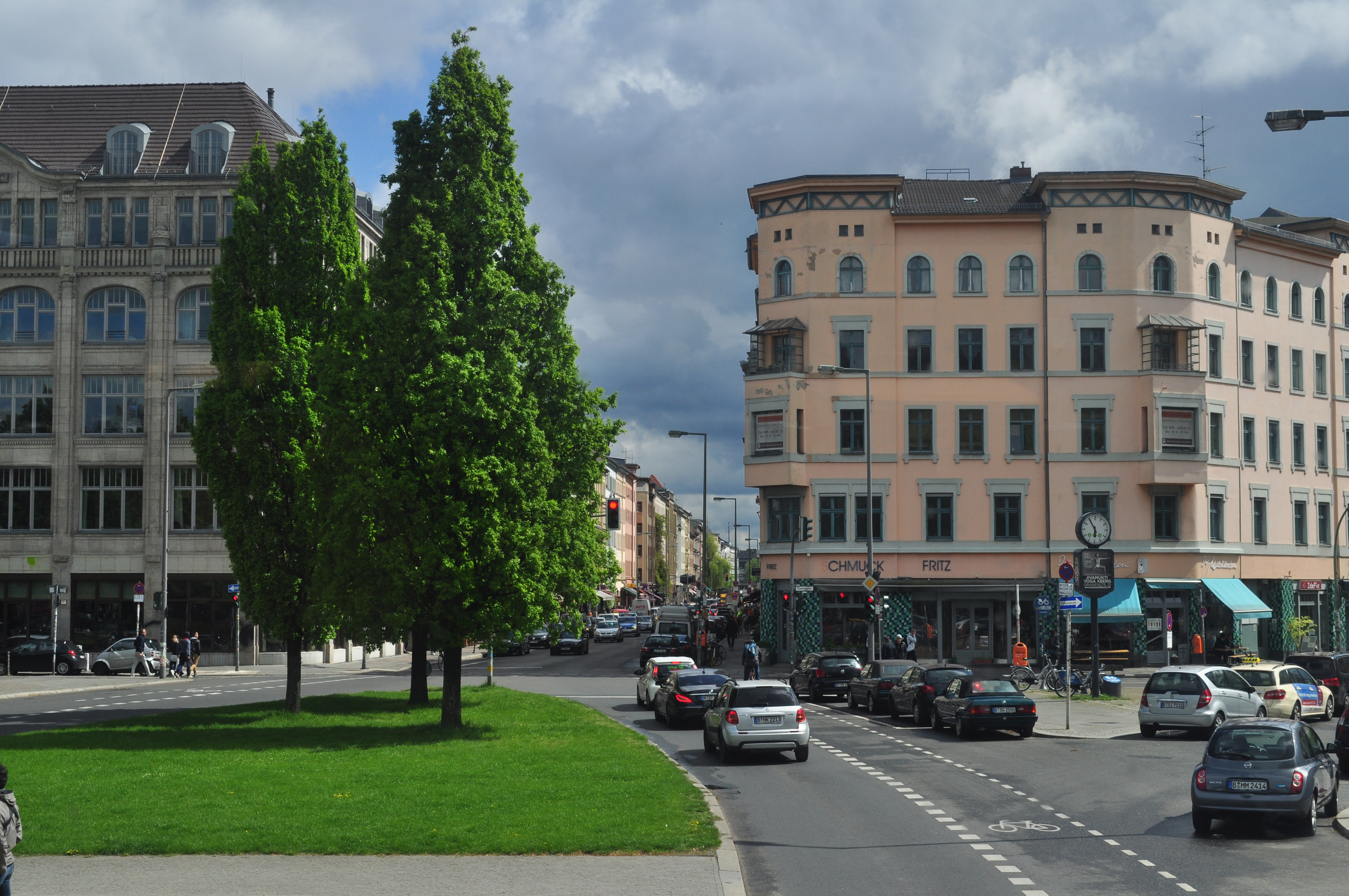
Oranienplatz
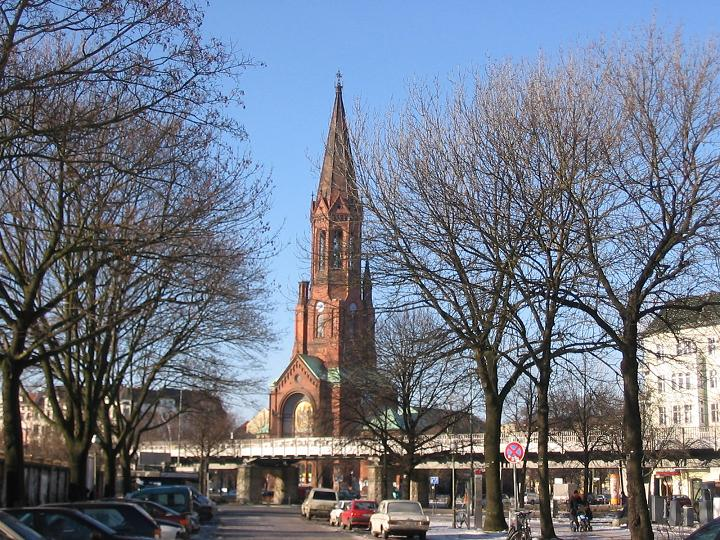
Lausitzer Platz
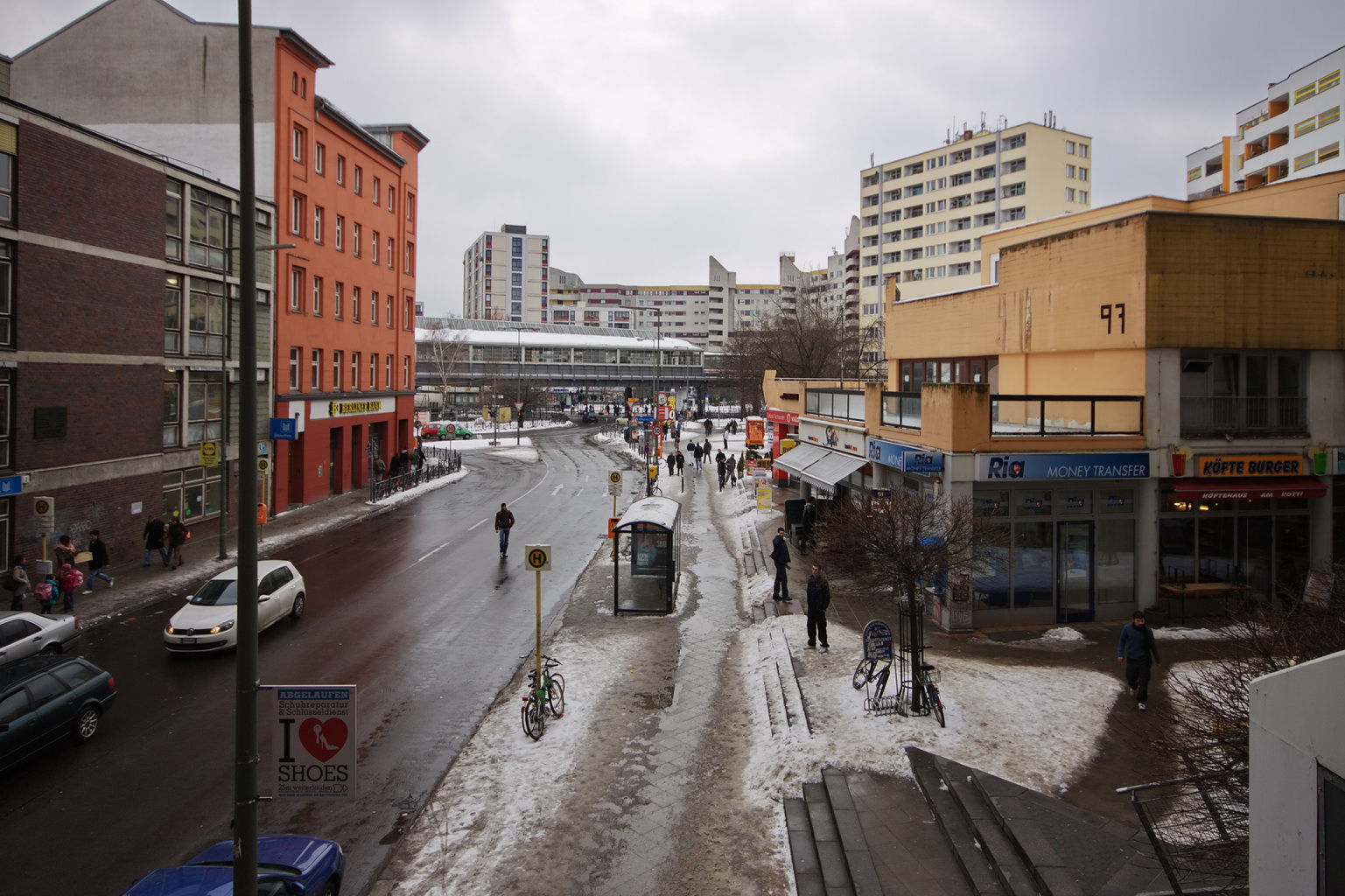
Kottbusser Tor
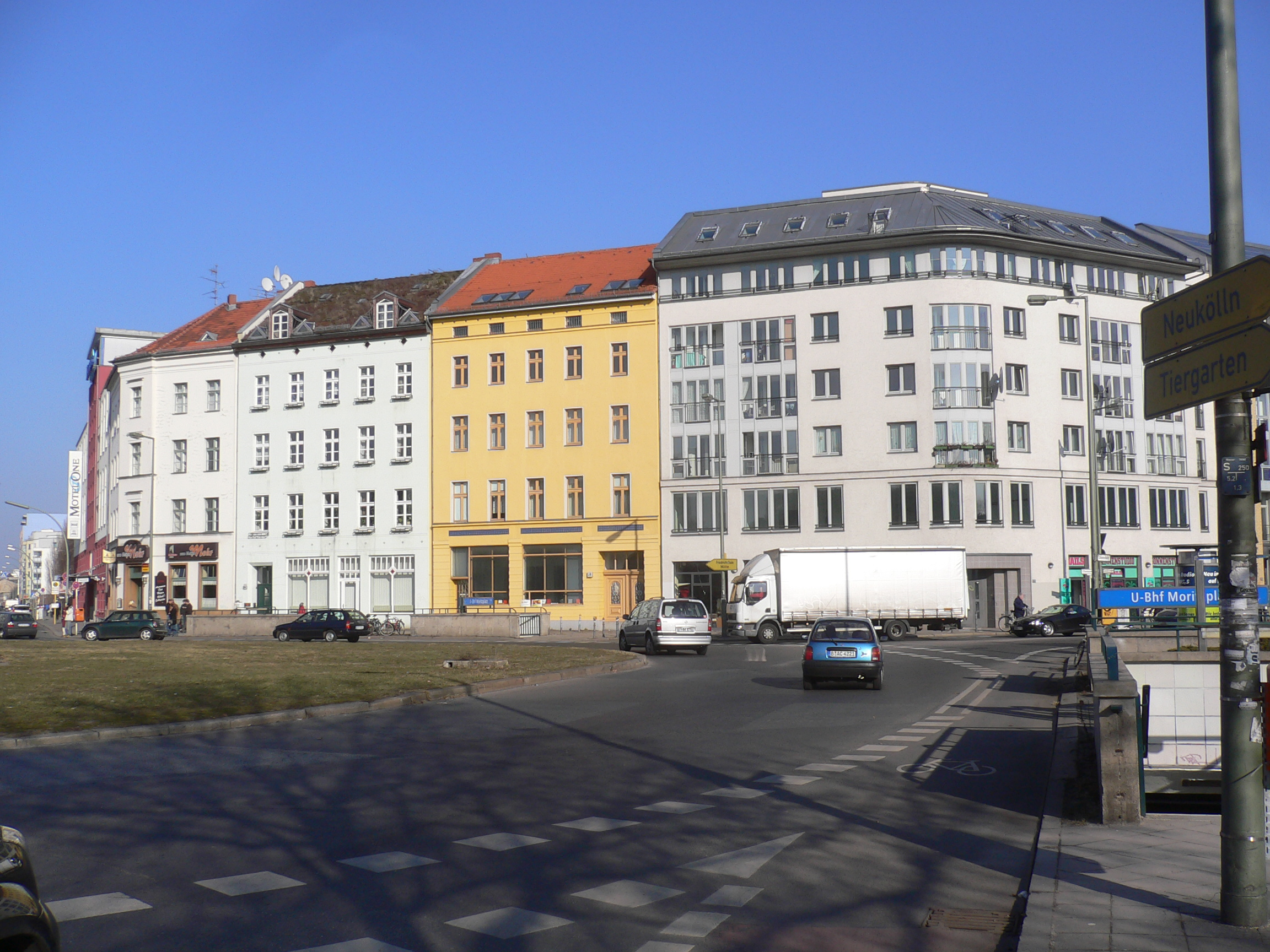
Moritzplatz
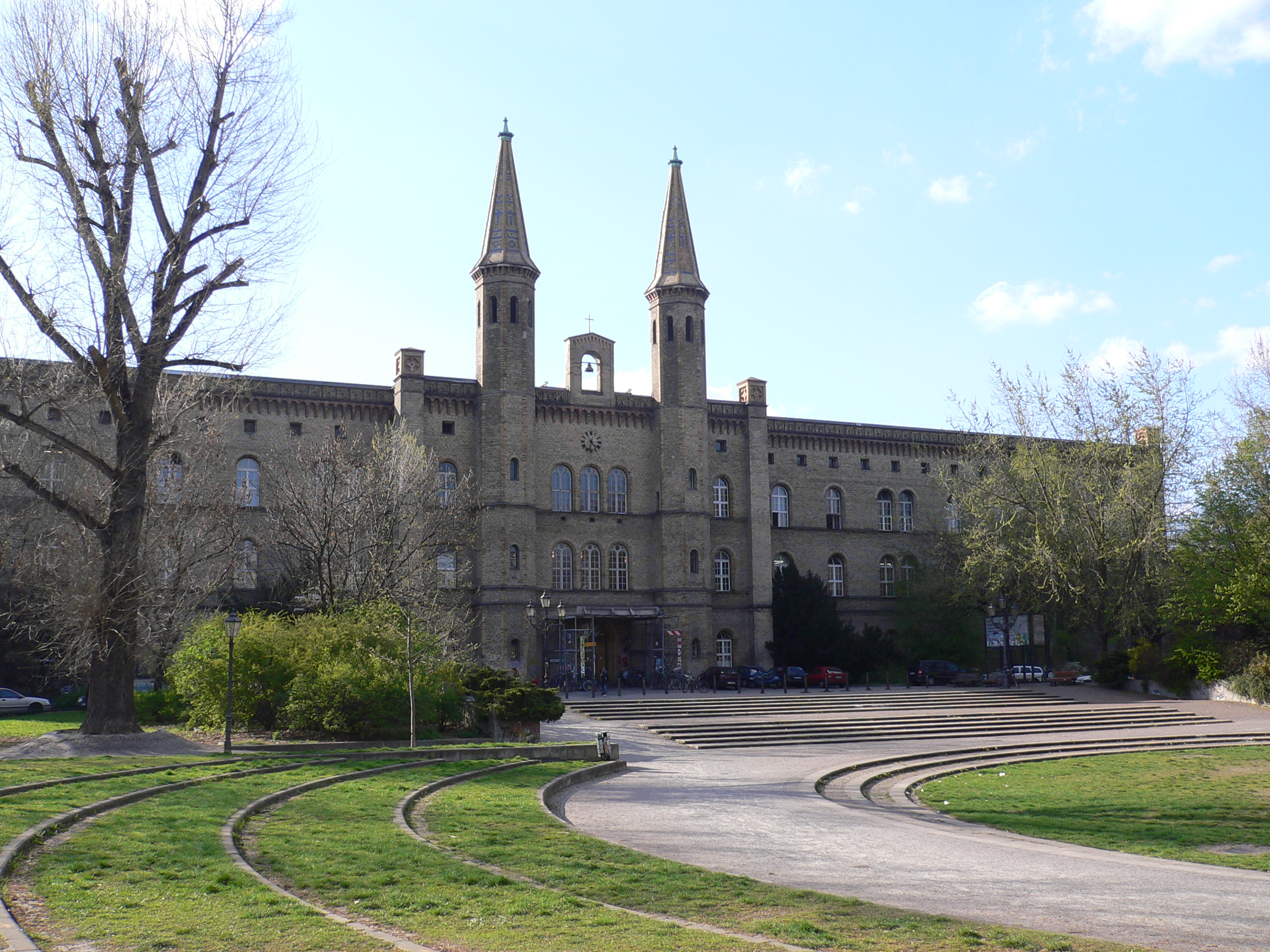
Mariannenplatz

## Kultur und Sehenswürdigkeiten

### Bedeutende Bauten
Die frühere Luisenstadt-Kirche wurde im Zweiten Weltkrieg zerstört und ihre Reste 1964 wegen der Nähe zur Berliner Mauer beseitigt. Aufgrund der Aktivitäten des Bürgervereins Luisenstadt konnten der Grundriss mit Pflanzen nachgestaltet und eine Gedenkstele aufgestellt werden.
Eine vandalisierte, ältere Gedenktafel wurde im August 2019 durch eine neue, moderne Tafel ersetzt. Der Grundriss der Kirche wurde durch Bodenplatten neu gestaltet und damit kenntlich gemacht.

### Sonstiges
Der von 1991 bis 2014 bestehende Luisenstädtische Bildungsverein beschäftigte sich mit der Geschichte ganz Berlins und Brandenburgs; die Namensgebung sollte verdeutlichen, dass man sich der Berliner Aufklärung verpflichtet fühlt.

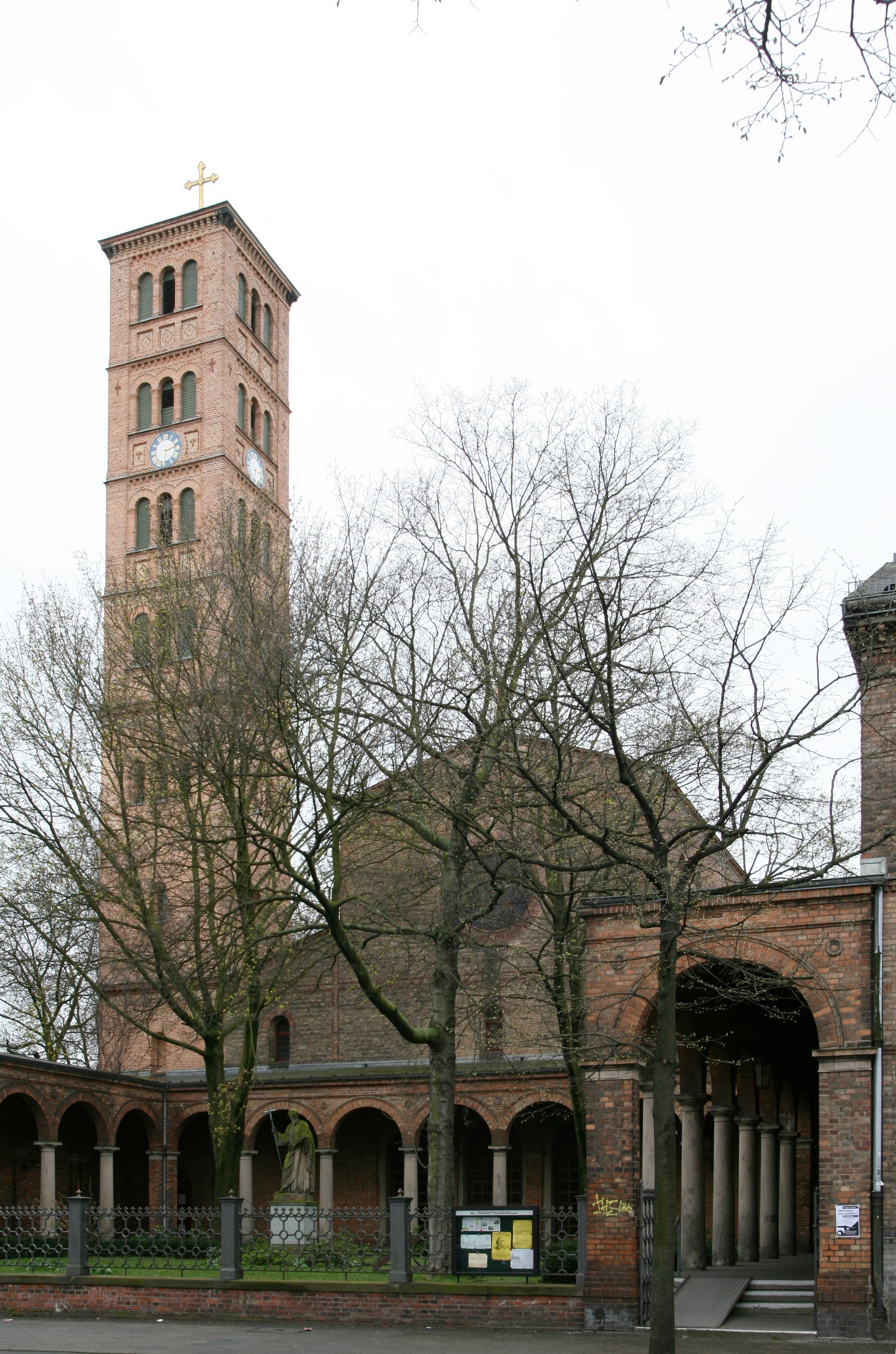
St. Jacobi-Kirche
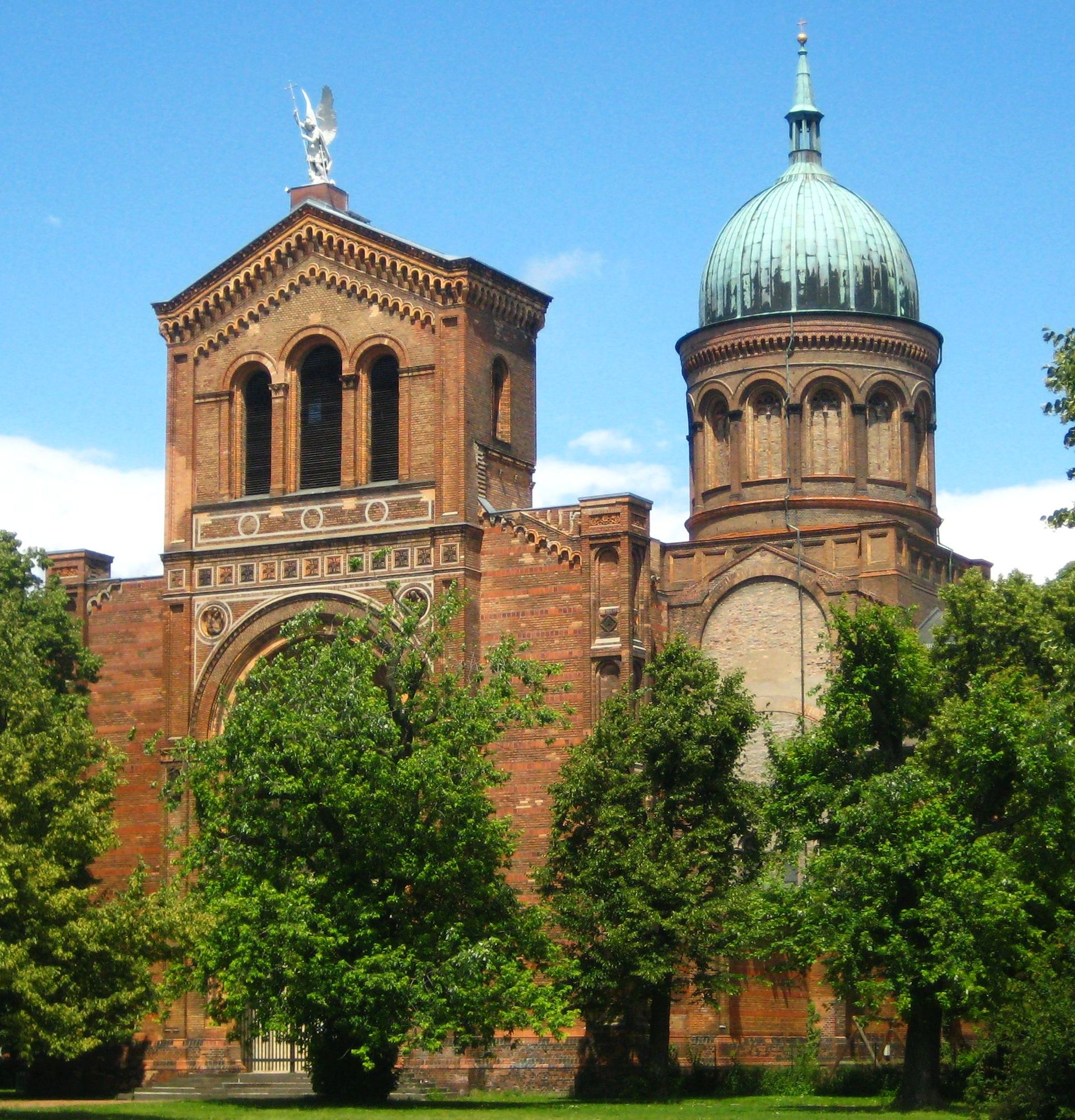
St. Michael-Kirche
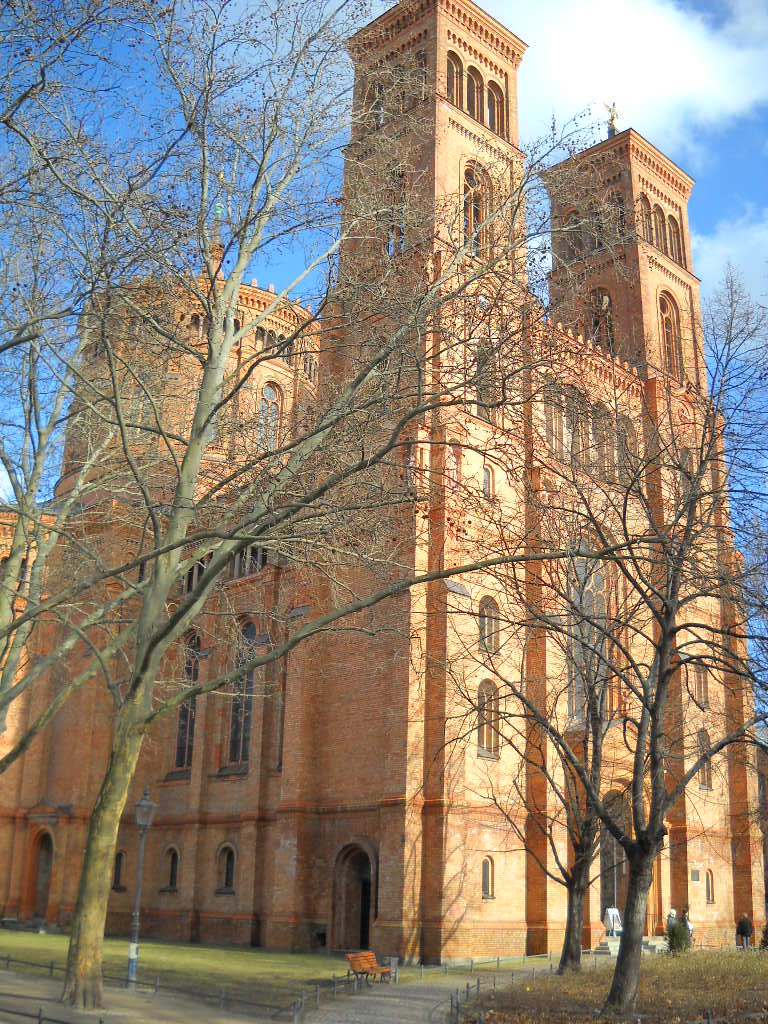
St. Thomas-Kirche
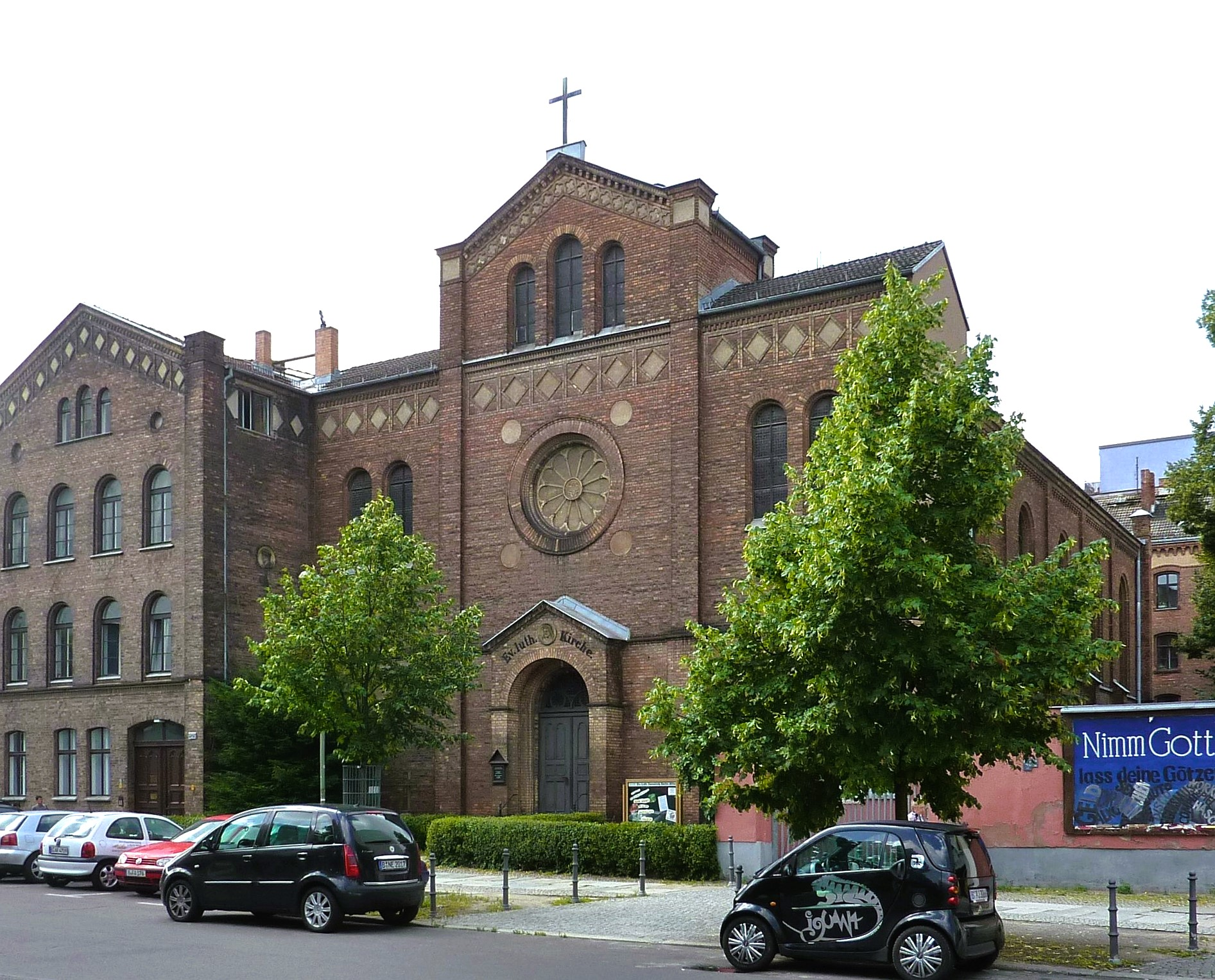
Evangelisch-Lutherische Kirche
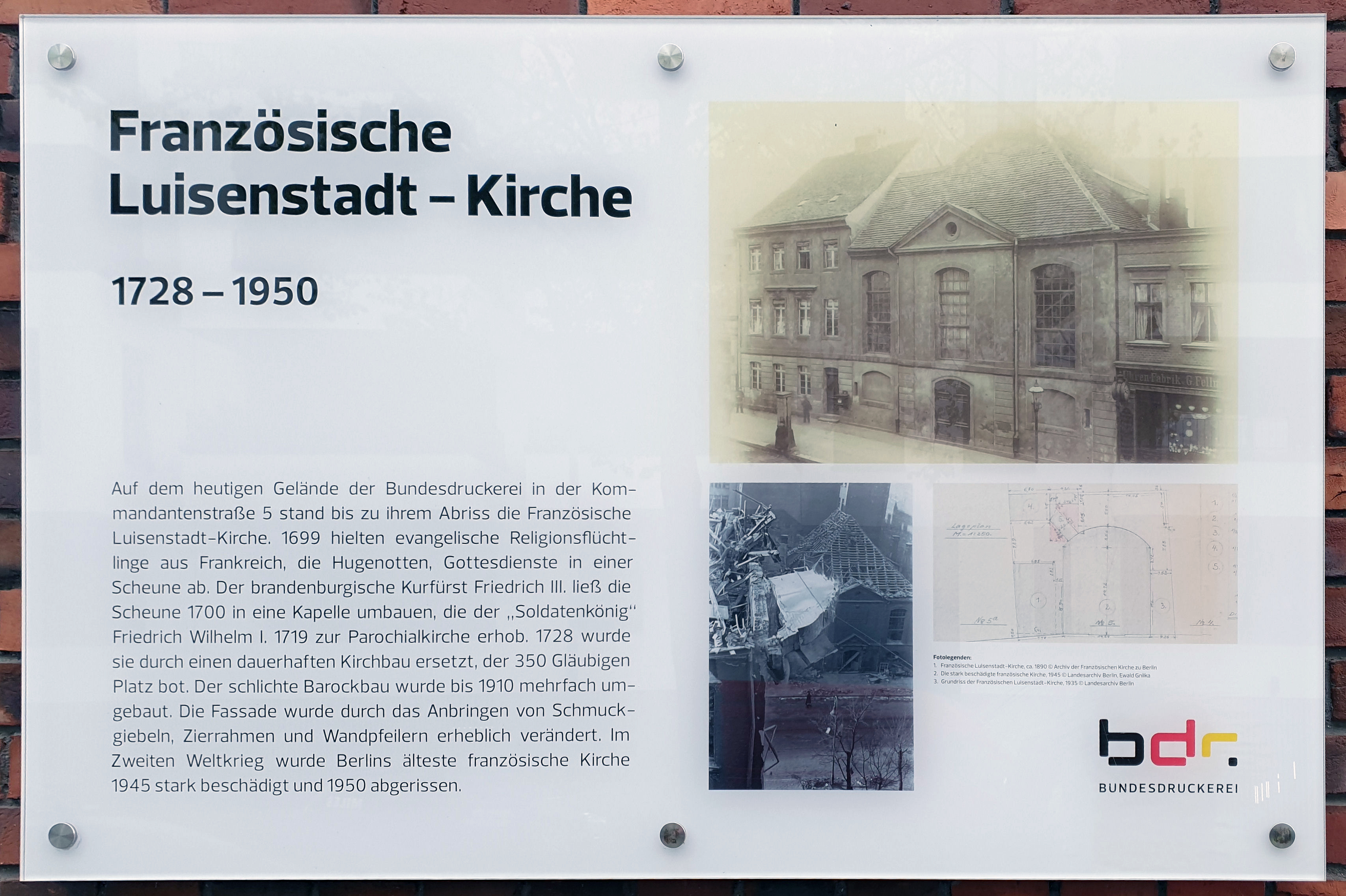
Französische Luisenstadt-Kirche